# Texas Instruments TMS9918

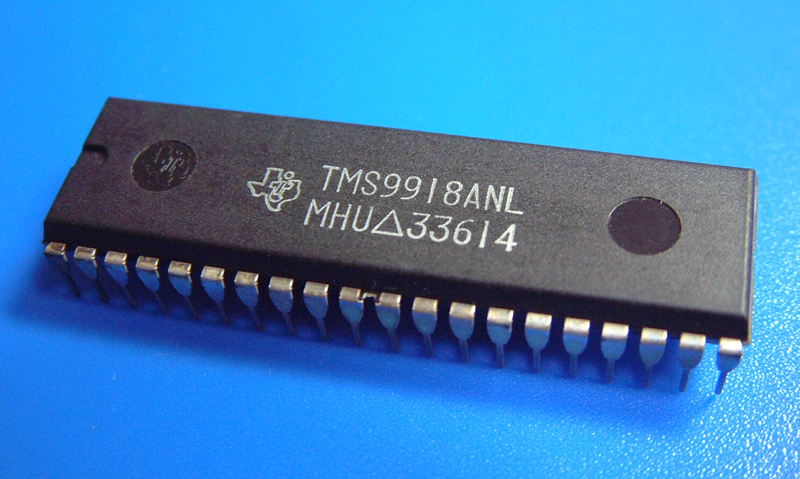
VDP TMS9918A

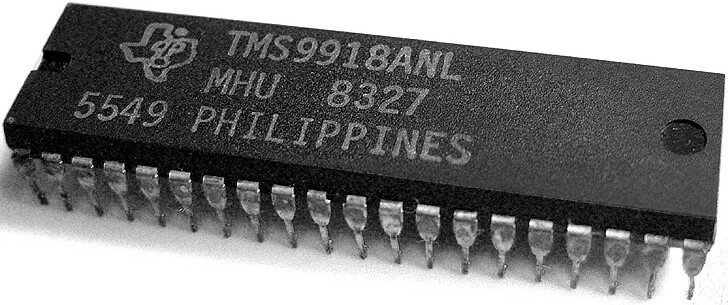
VDP TMS9918A

Texas Instruments 9918, ofta benämnd VDP (Video Display Processor) är en klassisk videokrets. Den användes ursprungligen i Texas Instruments hemdator TI-99/4, som byggdes kring TI:s kretsar ur 99xx-serien. I och med den uppdaterade revisionen 9918A, ursprungligen avsedd för den likaledes uppdaterade TI-99/4A, blev videokretsen en försäljningsframgång utan jämförelse med resterande 99xx-kretsar. För en lista på kända användningsområden för TMS9918A, se nedan.

## Historia
TMS9918 är en av tidigaste integrerade videokretsarna avsedd för lågprismarknaden. Den ingick i en hel serie kretsar i 99xx-serien, där 16-bitsprocessorn var central. Runt dessa kretsar byggde Texas Instruments sin första hemdator TI-99/4A, som kom ut 1979, det vill säga något år efter de första moderna persondatorerna Apple II, Commodore PET och Luxor ABC-80. Tillsammans med Ataris hemdatorer 400 och 800 utgjorde TI-99 en ny generation datorer där grafik och ljud sattes i högsätet, de första riktiga spel- och hemdatorerna. Till skillnad från Ataris motsvarande lösning, en kombination av kretsarna ANTIC och CTIA (sedermera GTIA) såldes dock TMS9918 öppet på marknaden och utgjorde en förhållandevis billig och enkel enkretslösning för att få snabb färggrafik på en teveskärm.
Förutom sin stora spridning är det TMS9918 som ligger bakom termen sprite för föremål som kan röra sig fritt ovanpå övrig grafik på skärmen. TMS9918 var inte den första lösningen för spritar, men befäste terminologin. Spritar hade innan dess gått under namn som player/missile (Atari) eller kort och gott "objekt". Det var också TI-99 och Ataris hemdatorer som införde spritar i datorvärlden; tidigare hade dessa varit förbehållna renodlade spelmaskiner.

## Utveckling och spridning
1981 kom uppföljaren till TI-99/4, med ett förbättrat tangentbord och en uppdaterad version av videoprocessorn, kallad TMS9918A. Det var också A-versionen som först blev spridd utanför Texas Instruments egna konstruktioner. Små datortillverkare som behövde en högpresterande krets för färggrafik men som saknade egna utvecklingsresurser köpte Texas krets men satte den i egenutvecklade system, främst byggda kring den billiga Z80-processorn. Texas Instruments egna processor lämnades därhän. En möjlig förklaring är att 9900-processorn inte kunde hantera dynamiskt RAM-minne (DRAM), något som både Zilogs Z80-processor och Texas videokrets kunde. Därför är också den kraftfulla 9900-processorn i TI-99/4A "strypt", med en kvarts kilobyte eget minne, resten av minnet adresseras via TMS9918, vilket gör datorn långsammare än de flesta konkurrenter, trots den egentligen överlägsna 16-bitsprocessorn. En annan TI-krets vann dock många tillverkares gunst, nämligen ljudkretsen 9919, av TI omstöpt i varianten SN76496. Många tillverkare valde dock hellre General Instruments ljudkrets General Instruments AY-3-8910, som i likhet med Texas Instruments lösningar kom ur en serie kretsar för att konstruera ett komplett system.

## Tredjepartsutveckling
Två mycket stora 9918A-kunder var speltillverkaren Sega och företagen kring MSX-standarden, främst japanska elektronikjättar. Då Texas Instruments lade ned sin tillverkning av hemdatorer efter att ha gjort storförluster i priskrig med främst Commodore, kom vidareutvecklingen av 9918 att skötas av dessa företag. Här delas TMS9918A upp på två olika håll för vardera tillverkaren.

## Segas lösning
Sega utnyttjade 9918A i hemdatorn SC-3000 (såld i Finland, men ej i Sverige) och i dess tv-spelsvariant SG-1000, två väldigt konventionella lösningar byggda kring Z80-processorn och Texas grafik- och ljudkretsar. När det blev dags att utveckla en uppföljare, blev Sega tvungna att ta vidareutvecklingen av TMS9918A i egna händer. Resultatet sitter i Segas 8-bitskonsol Master System. Segas kretslösning utökade färgpaletten till 64 färger, med separata paletter à 16 färger för bakgrundsgrafik och spritar. Antalet spritar utökades till åtta på rad istället för de tidigare fyra, och kunde ha sexton färger i sig, medan de förut var monokroma. För att underlätta spelprogrammering försågs den också med scrollfunktioner, så att skärmen kan rullas horisontellt och vertikalt. För att hålla kostnaderna för systemet nere bakades också ljudkretsen in i samma paket. Segas förbättringar gjorde Master System till den grafiskt mest imponerande åttabitskonsolen på den europeiska marknaden, om än inte den mest framgångsrika.

## MSX och Yamaha
I fallet MSX var valet av TMS9918A dels ett arv från Spectravideos hemdatorer, som utgjorde förebilden för standarden, dels ett medvetet val av en standardkomponent, då meningen med MSX var att så många som möjligt skulle kunna tillverka kompatibla maskiner, utan att specialutvecklade kretsar krävdes. Den ursprungliga MSX-standarden var därför uppbyggd kring en Z80-processor, en TMS-9918A, ljudkretsen AY-3-8910 och Intels periferikontrollrar i 825x-serien. Dessa var alla kretsar som gick att köpa på den öppna marknaden. I och med datateknikens utveckling kom emellertid MSX-företagen fram till att en ny standard behövdes. Yamaha fick ansvaret att utveckla en bakåtkompatibel uppföljare till TMS9918A, som fick namnet V9938 och kom att bli en av hörnstenarna i den nya MSX2-standarden.
V9938 påminner i mångt och mycket om Segas förbättrade VDP, men går långt utöver denna, då den var tänkt för ett generellt datorsystem från flera tillverkare med olika målsättningar, till skillnad från Segas spelorienterade lösning.  Videominnet har utökats till 128 kilobyte från de ursprungliga 16 kilobyten. Register för att växla mellan olika skärmstorlekar (PAL och NTSC) och för att förskjuta skärmbilden på höjden och bredden har tillkommit. Dessa kan också användas för att "splitta" bilden eller rita samma flera gånger om på skärmen. Vidare har videoprocessorn här uppnått en större autonomi med blitterliknande funktioner för att flytta runt delar av bildminnet med minimal inblandning från centralenheten. För att underlätta datortillämpningar som ordbehandling har 9938 ett 80-kolumnsläge, och för att underlätta för mer avancerade spel har antalet spritar per linje utökats till åtta, precis som i Segas fall.